# الافضل بن صلاح‌الدین
افضل علی (الافضل) بن صلاح‌الدین (به انگلیسی: Al-Afdal ibn Salah ad-Din)، نخستین و یکی از هفده پسر صلاح‌الدین ایوبی و جانشین پدر به عنوان دومین امیر دمشق بود. وی در جنگ صلیبی دوم و جنگ سوم صلیبی شرکت کرده‌است.